# Louis-Michel Demées
Louis-Michel Demées est un homme politique français né le 24 mai 1753 à Alençon (Orne) et décédé le 10 mai 1826 au même lieu.

## Biographie
Licencié en droit en 1781, il prête serment comme avocat et devient lieutenant particulier, civil et criminel, du présidial d'Alençon. Il siège en 1787 à l'Assemblée provinciale et devient membre de la commission intermédiaire.
Maire d'Alençon en 1790, administrateur du département, il est député de l'Orne de 1791 à 1792. Il est juge de paix en 1796, puis juge au tribunal civil d'Alençon en 1798, il est président du tribunal de première instance de la ville de 1800 à 1826.

## Sources
- « Louis-Michel Demées », dans Adolphe Robert et Gaston Cougny, Dictionnaire des parlementaires français, Edgar Bourloton, 1889-1891 [détail de l’édition]
- Edna Hindie Lemay, Dictionnaire des Législateurs, 2007